# Dircenna columbiana
Dircenna columbiana is een vlinder uit de familie Nymphalidae. De wetenschappelijke naam van de soort is voor het eerst geldig gepubliceerd in 1925 door Krüger.